# 二氯乙烯酮
二氯乙烯酮（也称二氯酮烯）是一种有机氯化合物，分子式C2Cl2O，常温常压下为无色到浅黄色液体，易燃，有剧毒，用于化学合成。